# 岡研介
岡 研介（おか けんかい、寛政11年（1799年） - 天保10年11月3日（1839年12月8日））は、江戸時代の蘭方医。周防の人。名は精。字は子究。はじめ周東と号し、のち恥葊とあらためた。

## 人物
寛政11年（1799年）、周防国平生村（現・山口県熊毛郡平生町）に生まれた。泰純の第5子。文化8年（1811年）、麻郷村の医家志熊氏に漢籍をまなび、文化11年（1814年）、他郷で医学を修め、翌年、安芸に行きとどまること3年、文化14年（1817年）5月、同地の蘭学者中井厚沢の門に入り、同年冬、後藤松眠について学んだ。文政2年（1819年）、萩に開業したが、文政3年（1820年）さらに立志、豊後日田に行き広瀬淡窓に従い、文政5年（1822年）、福岡の亀井昭陽の門に入り、とどまること1年半、文政7年（1824年）2月、長崎に行きシーボルトに師事した。長崎にいること6年余、シーボルトに信用され、美馬順三とともに鳴滝塾の最初の塾長となった。文政13年（1830年）、江戸に出ようとしたが果たせず大坂で開業し、天保3年（1832年）一旦帰郷し、岩国藩当主・吉川経礼に召されて侍医となった。翌年、大坂に帰ったが、幻覚的被害妄想的精神疾患にかかり、帰郷、静養した。天保10年（1839年）11月3日死去。享年41。